# Torre Cradle
La Torre Cradle es una puerta en la fortaleza de la Torre de Londres. Se encuentra en el lado sur de la torre y conecta el anillo exterior de la fortaleza con la Tower Wharf. Construida originalmente en el siglo XIV, fue objeto de varias modificaciones, el último en 1870, que la dotó de un último piso de estilo neogótico.
El edificio tiene una planta en forma de T y su base se encuentra en orientación sur hacia el río Támesis. La planta baja posee un pasaje estrecho, una antigua puerta de agua, del que salen dos habitaciones en un lateral. Probablemente esas instalaciones sirvieron como sala de guardia, mientras que la habitación del oeste estaba reservada para el rey. Desde aquí pudo llegar al resto de la fortaleza y sus habitaciones privadas en la Torre de la Linterna a través de una escalera y un puente, ya desaparecido.
El rey Eduardo III de Inglaterra había construido la puerta como una puerta de agua privada desde 1348. El constructor fue el carpintero John de Leicester. Debido al estallido de la peste negra, la finalización se retrasó hasta 1355. Hoy en día es el edificio más importante que aún existe de esta fase de construcción. El piso superior fue eliminado por la Junta de Artillería en 1776 para dejar espacio para una batería de armas. Después de que la función de defensa de la torre se volviera obsoleta en el siglo XIX y el turismo y la representación jugaran un papel más importante, a esta torre se le remodeló para conservar aspecto medieval.

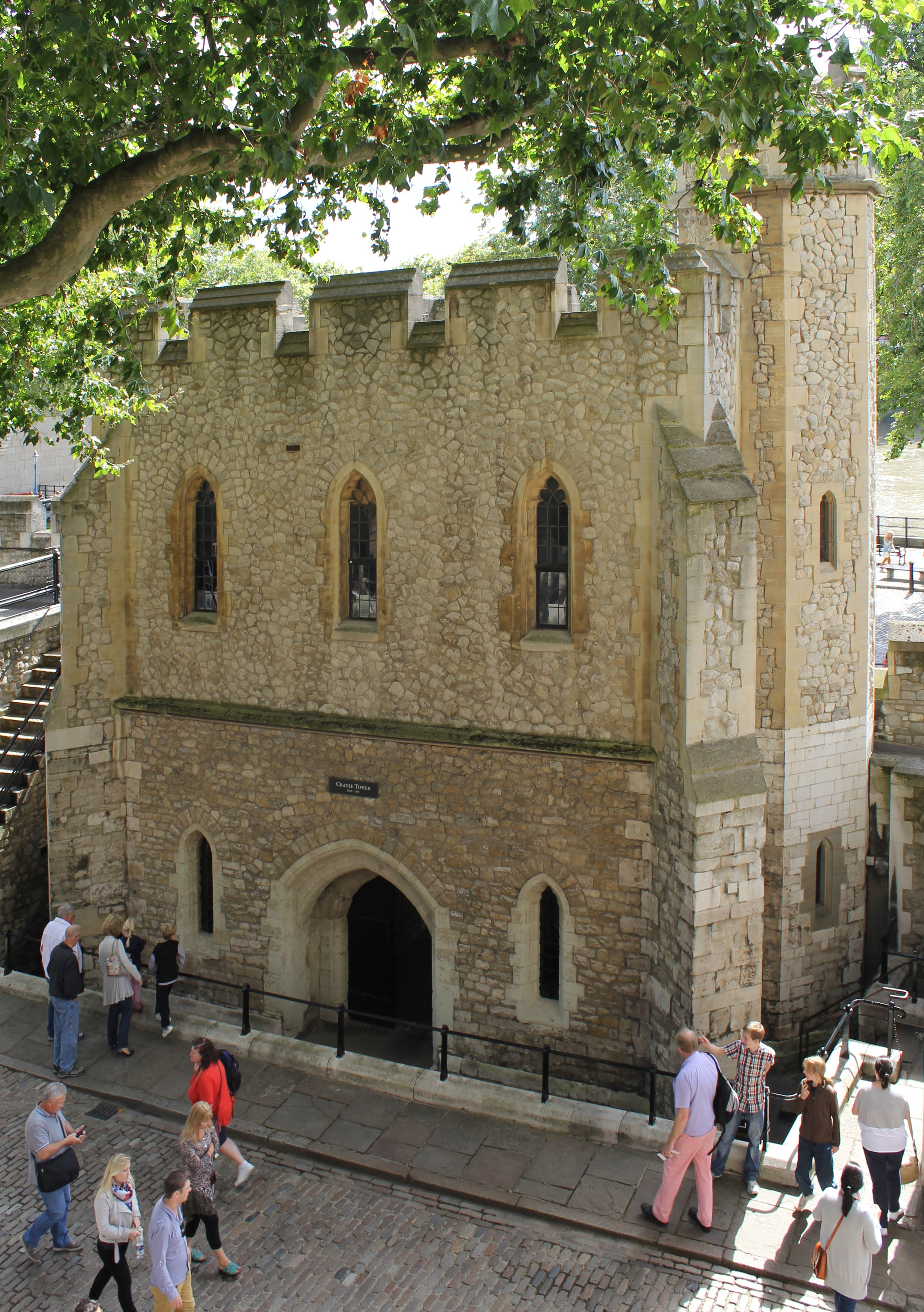
Torre Cradle.